# Henicophaps foersteri
Pombo-bronze-da-nova-bretanha ou rola-da-nova-bretanha (Henicophaps foersteri) é uma espécie de ave da família Columbidae.
É endémica da Papua-Nova Guiné.
Os seus habitats naturais são: florestas subtropicais ou tropicais húmidas de baixa altitude.
Está ameaçada por perda de habitat.